# Eugeniu Hrișcev
Eugeniu Hrișcev (n. 6 februarie 1942, Pelinei, raionul Cahul, RSS Moldovenească, URSS – d. 29 martie 2009) a fost un economist și profesor din Republica Moldova, membru corespondent al Academiei de Științe a Moldovei (din 2000). A fost rector al Academiei de Studii Economice a Moldovei între anii 1994 și 2001.

## Copilărie și studii
S-a născut în satul Pelinei din raionul Cahul (pe atunci, din județul românesc Cahul). În 1970 a terminat studiile la Institutul Politehnic din Chișinău, facultatea de Economie. A făcut doctorantura la Universitatea de Stat din Leningrad între anii 1974 și 1977.

## Activitate profesională
După terminarea studiilor, a lucrat ca asistent, lector superior la Catedra de economie a muncii a Institutului Politehnic din Chișinău (1970–1974). A continuat în calitate de conferențiar, profesor, prodecan al Facultății de economie și șef al Catedrei  de  planificare a industriei a Universității de Stat din Moldova (1977–1991).
Lucrările sale scrise până la independență sunt consacrate formelor colective de muncă (în particular în brigăzi), și așa-numitului „hozrasciot”-ului – administrarea cheltuielilor gospodărești. S-a ocupat de asemenea de aspectul social al acestor forme de muncă. A studiat și calculul normelor muncii și remunerării în socialism. Printre alte preocupări se numără rolul inițiativei personale în intensificarea producției în socialism. Începând cu anii 1990, s-a reorientat spre managementul producției și organizarea, normarea și stimularea muncii în firma contemporană.
Din 1991 până în 2002, a lucrat ca șef al Catedrei de management general la Academia de Studii Economice a Moldovei (ASEM). În 1994, a preluat de la Paul Bran funcția de rector al ASEM-ului, pe care a deținut-o până în 2001.
A fost membru al PCUS.

## Distincții și recunoaștere
Eugeniu Hrișcev a fost decorat cu Ordinul „Gloria Muncii” în octombrie 1996. A primit Ordinul Republicii în septembrie 2000. A fost ales Doctor Honoris Causa al Universității din Nebraska din Omaha, SUA.